# Axiopsis caespitosa
Axiopsis caespitosa är en kräftdjursart som beskrevs av Squires 1979. Axiopsis caespitosa ingår i släktet Axiopsis och familjen Axiidae. Inga underarter finns listade i Catalogue of Life.